# Oshkosh All-Stars 1941-1942
La stagione 1941-42 degli Oshkosh All-Stars fu la 5ª nella NBL per la franchigia.
Gli Oshkosh All-Stars arrivarono primi nella regular season con un record di 20-4. Nei play-off vinsero la semifinale con gli Indianapolis Kautskys (2-0), vincendo poi il titolo battendo nella finale NBL i Fort Wayne Zollner Pistons (2-1).

## Roster
| N° | Naz.                   | Ruolo | Sportivo      | Anno | Alt. | Peso |
| -- | ---------------------- | ----- | ------------- | ---- | ---- | ---- |
|    | Stati Uniti (bandiera) | AC    | Leroy Edwards | 1914 | 193  | 91   |
|    | Stati Uniti (bandiera) | GA    | Charley Shipp | 1913 | 185  | 91   |
|    | Stati Uniti (bandiera) | AC    | Gene Englund  | 1917 | 193  | 93   |
|    | Stati Uniti (bandiera) | AC    | Connie Berry  | 1915 | 191  | 91   |
|    | Stati Uniti (bandiera) | A     | Lou Barle     | 1916 | 185  | 91   |
|    | Stati Uniti (bandiera) | GA    | Bill Komenich | 1916 | 191  | 95   |
|    | Stati Uniti (bandiera) | G     | Tommy Nisbet  | 1916 | 178  | 75   |
|    | Stati Uniti (bandiera) | GA    | Herm Witasek  | 1913 | 188  | 95   |
|    | Stati Uniti (bandiera) | GA    | Eddie Riska   | 1919 | 183  | 79   |
|    | Stati Uniti (bandiera) | G     | Bud Engdahl   | 1918 | 185  | 95   |
|    | Stati Uniti (bandiera) | GA    | Erv Prasse    | 1917 | 188  | 86   |

## Staff tecnico
Allenatore: Lonnie Darling